# حركة الثقافة الجديدة
بدأت حركة الثقافة الجديدة خلال منتصف العقد الأول من القرن العشرين، واستمرّت إلى عشرينيات القرن ذاته. انبثقت هذه الحركة نتيجةً لخيبة الأمل في الثقافة الصينية التقليدية أعقاب فشل الجمهورية الصينية (التي تأسست في عام 1912)، هدفت الحركة إلى حل مشاكل الصين. تلّقى بعض من العلماء تعليمًا كلاسيكيًا لكنّهم قادوا التمرّد ضد الكونفوشية، بما في ذلك، تشن دوكسيو وكاي يوانبي وتشن هينجزي ولي تا تشاو ولو شون وتشو زورين وروبرت هوتونغ وتشيان زونتونغ وليو بانونغ وبينغ شين وهو شيه. دعا هؤلاء العلماء إلى خلق ثقافة صينية جديدة مستندة إلى المعايير العالمية والغربية، بالأخص في إطار الديمقراطية والعلوم. دعا المناصرون الأصغر سنًّا إلى:
- الأدب العامّي.
- وضع حدّ للأسر القائمة على سلطة الأب لصالح الحرّية الفردية وتحرير المرأة.
- جعل الصين أمة بين الأمم، بدلًا من اعتبارها ثقافةً كونفوشية فريدة.
- إعادة دراسة النصوص الكونفوشية والكلاسيكية القديمة باستخدام الأساليب النصّية والنقدية الحديثة، تُعرف باسم مدرسة الشكّ في العصور القديمة.
- القيم الديمقراطية والقائمة على المساواة.
- التوجّه نحو المستقبل بدلًا من الماضي.

احتجّت مجموعة من الطلاب في بكين بتاريخ 4 مايو من عام 1919 بشأن منح مؤتمر باريس للسلام الحقوق الألمانية على شاندونغ للإمبراطورية اليابانية؛ ما حوّل هذه الحركة الثقافية إلى حركة سياسية تحت اسم حركة الرابع من مايو.

## تاريخها
اعتُبرت كل من بكين -موطن جامعتي بكين وتسينغ هوا- وشنغهاي –حيث يزدهر قطّاع النشر- مركزين رئيسين للأدب والنشاط الفكري. تجمّع مؤسسو حركة الثقافة الجديدة في جامعة بكين، حيث طوّعهم المستشار كاي يوانبي. طوّع كل من العميد تشن دوكسيو وأمين المكتبة لي تا تشاو شخصيات بارزةً مثل الفيلسوف هو شيه، والباحث في البوذية ليانغ شومينغ، والمؤرّخ غو يانغانغ، وغيرهم الكثير. أسس تشن مجلة الشباب الجديد في عام 1915، التي أصبحت واحدةً من أبرز المنشورات الجديدة الموجّهة لعامّة الطبقة الوسطى الجديدة.
حاول يوان شيكاي إرساء النظام والوحدة، باعتباره وارثًا لجزء من جيش سلاسة تشينغ الحاكمة بعد انهيارها في عام 1911. فشل شيكاي في حماية الصين من اليابان، وفشل في محاولته لإعلان نفسه إمبراطورًا أيضًا. تُوفّي شيكاي في عام 1916، فبدأ النظام التقليدي بالانهيار كاملًا. بدأ البحث المكثّف لإيجاد بديل قادر على إحداث تغيير جذري مقارنةً بالتغييرات التي طرأت على الأجيال السابقة، التي جلبت مؤسسات جديدة وأشكال سياسية حديثة أيضًا. دعا الشجعان من القادة إلى خلق ثقافة جديدة.
هيّأ كل من المؤسسة الأدبية الهامة ودور النشر والدوريات والجمعيات الأدبية والجامعات أساسًا لترسيخ المشهد الأدبي والفكري الفعّال على مدار العقود التالية. ألقت مجلّة الشباب الجديد اللوم على الثقافة الكونفوشية، إذ كانت هذه المجلّة بمثابة منتدى رائد لمناقشة أسباب عجز الصين. دعا تشن دوكسيو إلى استبدال «سيّد العلوم» و«سيّد ديمقراطية» بـ«سيّد كونفوشية». اعتُبر النهوض باللغة الصينية العامية المكتوبة بدلًا من الصينية الأدبية أو الكلاسيكية أحد النتائج الأخرى لهذه الحركة. أعلن هو شيه أنّ «اللغة الميّتة غير قادرة على تقديم نتاج أدبي حيّ». ومن الناحية النظرية، سمح الشكل الجديد للغة الصينية للأشخاص ذوي المستوى التعليمي المحدود بقراءة النصوص والمقالات والكتب.
أضاف هو شيه أنّ الصينية الأدبية أو الكلاسيكية –التي لم يُكتب إلا بها قبل الحركة- لم يفهمها سوى العلماء والمسؤولين (ومن المفارقات أن اللغة العامية الجديدة متضمّنة عددًا من الكلمات الأجنبية والكلمات المبتكرة اليابانية [شبه الدخيل الصيني في اللغة اليابانية]، ما يجعل من قراءتها أمرًا صعبًا). شرع بعض العلماء مثل واي. آر. تشاو (تشاو يوان رين) في دراسة اللغة الصينية ولهجاتها باستخدام الأدوات اللغوية الغربية. كان هو شيه واحدًا من العلماء الذين اعتمدوا الدراسة النصّية لرواية حلم الغرفة الحمراء وغيرها من القصص الخيالية العامّية بصفتها أساسًا للغة الوطنية. ازدهرت بعض الجمعيات الأدبية في تلك الفترة، بما في ذلك جمعية القمر الهلالي.